# Zerotula triangulata
Zerotula triangulata är en snäckart som beskrevs av Powell 1937. Zerotula triangulata ingår i släktet Zerotula och familjen Zerotulidae. Inga underarter finns listade i Catalogue of Life.